# Institut für Baltistik
Das Institut für Baltistik an der Universität Greifswald ist das einzige Institut für Baltistik in Deutschland. Es wurde 1993 gegründet, nachdem seit 1991 bereits der Studiengang Baltistik in Greifswald angeboten wurde. Das Lehrangebot in den angebotenen Studiengängen umfasst neben philologischen Inhalten Kurse in den baltischen Sprachen Lettisch und Litauisch. Der aktuelle Lehrstuhlinhaber ist Stephan Kessler.

## Geschichte

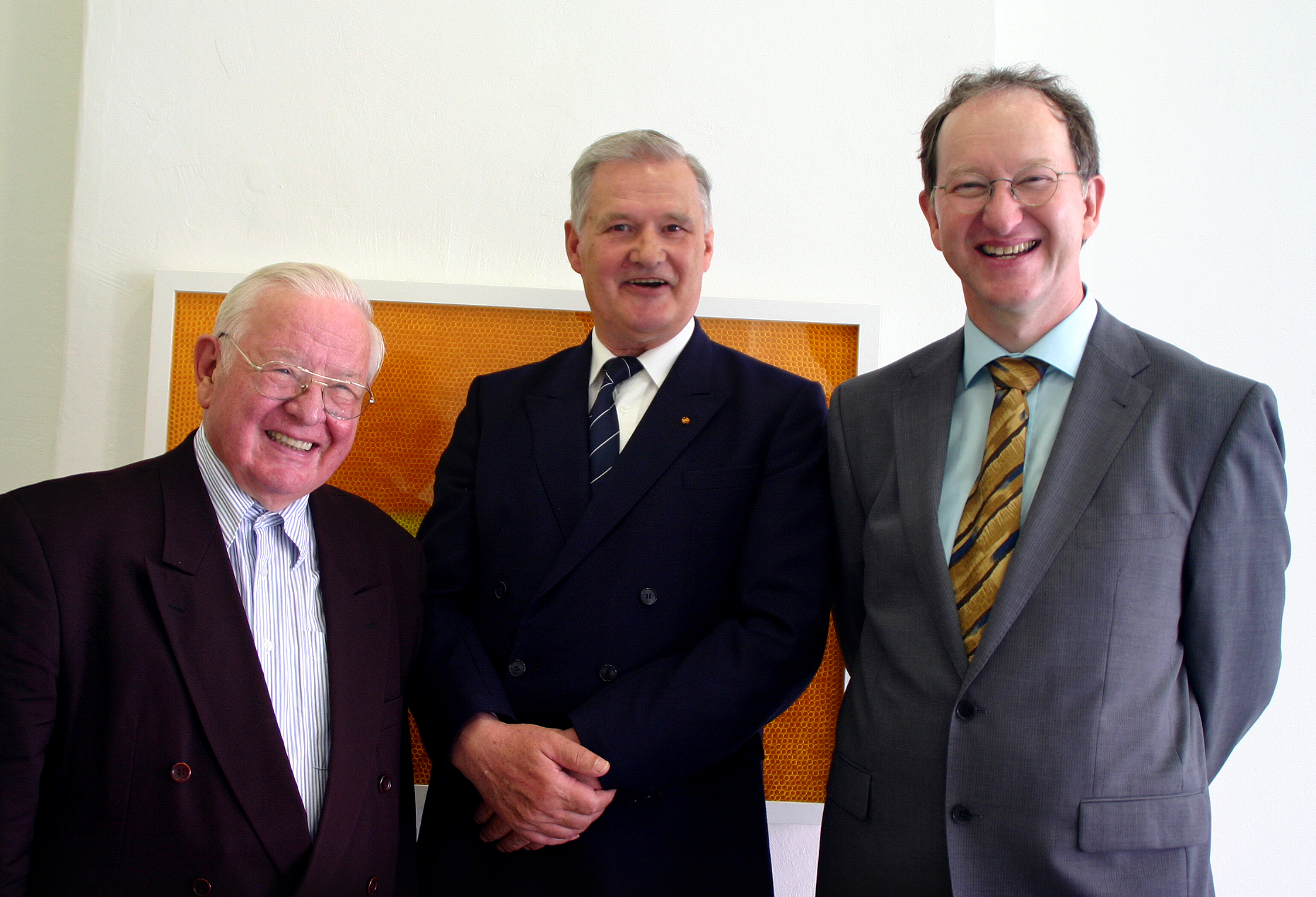
Drei Generationen von Baltisten. Von links nach rechts: Rainer Eckert, Jochen D. Range und Stephan Kessler während der Jubiläumsfeier „20 Jahre Baltistik in Greifswald“ im Jahre 2013

Im Wintersemester 1991 wurde der Magisterstudiengang Baltistik an der Universität Greifswald eingeführt. Die ersten Veranstaltungen waren ein Grundkurs Litauisch und die Vorlesung „Einführung in die Baltistik“. In folgenden Semestern wurden Proseminare zur litauischen und altpreußischen Sprachwissenschaft sowie zur lettischen und litauischen Volkskunde durchgeführt. 1993 wurde das eigenständige Institut für Baltistik gegründet. Ausschlaggebend für die Gründung war die deutsche Wiedervereinigung. Der erste Professor war von 1992 bis 1996 Rainer Eckert.
1997 übernahm Jochen Dieter Range den Lehrstuhl. Unter ihm richtete das Institut seine Aufmerksamkeit auch auf gesellschaftspolitische Themen.
Seit 2008 ist Stephan Kessler als Professor am Institut tätig. Er richtete den Fokus des Lehrstuhls auf moderne Sprach- und Literaturwissenschaft aus.

## Studiengänge
- B.A. Baltistik
- M.A. Sprachliche Vielfalt (LADY)

Der Masterstudiengang Sprachliche Vielfalt ist ein interdisziplinärer sprachwissenschaftlicher Studiengang, bei dem Studierende aus verschiedenen Philologien zwei auswählen. Baltistik kann sowohl im Schwerpunkt- als auch im Profilierungsbereich gewählt werden. Der Studiengang wird seit 2014 angeboten. Zuvor gab es am Institut für Baltistik den Masterstudiengang Baltische Regionalstudien.
Zusätzlich ist es Bachelor of Arts Studierenden möglich, die Sprachkurse der Baltistik im Rahmen der Optionalen Studien (bis 2019 General Studies) zu belegen.
Studierende des Studiengangs M.A. History and Culture of the Baltic Sea Region können optional Module des Instituts für Baltistik belegen.

## Publikationen
- Alina Baravykaite, Stephan Kessler, Till Wolf (Hrsg.): Die Franzkeit-Edition: Litauische Lyrik in deutscher Übersetzung. 3 Bände. 2019–2020.[6]
- Rūdolfs Blaumanis: Schneidertage auf Lüttenwalde (Skroderdienas Silmačos). 2020.[7]
- Schriften des Instituts für Baltistik. (2000–2002; 2 Bände)